# 奈良原喜左衛門
奈良原 喜左衛門（ならはら きざえもん）は、幕末の薩摩藩士。嵯峨源氏渡辺氏流筒井氏一族、あるいは藤原氏と称す。諱は清（滌）、喜格。家格は代々小番。奈良原助左衛門の長男。

## 経歴
鹿児島城下高麗町の生まれ。『奈良原助左衛門』という当主が近思録崩れで遠島処分を、父の本（はじめ諱は彬。助左衛門）はお由羅騒動で謹慎処分を受けるが、この関係で「文化朋党実録」の記録から文化年間には既に高麗町に奈良原家が住んでいたことが分かる。
薬丸半左衛門に薬丸自顕流を学び、達人と称され、また弓術にも長けていたという。「鹿児島市史三」の『薬丸家文書』に奈良原の入門誓紙文が記載されている。藩主島津斉彬の命で江戸で一橋慶喜擁立に奔走するも、失敗したために帰国する。安政6年（1859年）、精忠組に加盟し、当初は尊皇攘夷を唱えるも、後に公武合体に転換する。
文久2年（1862年）、島津久光の率兵上京に従い、久光の命によって海江田武次とともに激派の有馬新七らの説得に当たるも失敗する。さらに幕府への勅使・大原重徳に随従する久光に従って江戸に行く。その帰国の際の生麦事件で、行列を横切ったイギリス人チャールズ・レノックス・リチャードソンに斬りつけたとされる。翌文久3年（1863年）7月に起きた薩英戦争では、先述の海江田とともにスイカ商人に扮して敵艦を奪おうと画策するも失敗した。
その後は主に京都で活動し、元治元年（1864年）の禁門の変では、出水隊の物主（隊長）として活躍した。慶応元年（1865年）5月18日、京都二本松の薩摩藩邸において満33歳で没した。東福寺即宗院のほか鹿児島市露重墓地に墓碑がある。

## 生麦事件
英国人を斬りつけた実行犯とされるが、実弟である奈良原繁の孫の奈良原貢（函館オーシャン元投手）によると、斬り殺したのは繁だったが、繁は藩の実力者だったため、喜左衛門が身代わりになったという。鹿児島では、この件で兄弟両家の関係が険悪になり、傷害沙汰もあったと言われる。